# Польоніш
Польоніш (пол. Polonisz, нім. Polln) — село в Польщі, у гміні Баб'як Кольського повіту Великопольського воєводства.
Населення — 435 осіб (2011).
У 1975-1998 роках село належало до Конінського воєводства.

## Демографія
Демографічна структура станом на 31 березня 2011 року:
|          | Загалом | Допрацездатний вік | Працездатний вік | Постпрацездатний вік |
| -------- | ------- | ------------------ | ---------------- | -------------------- |
| Чоловіки | 210     | 37                 | 146              | 27                   |
| Жінки    | 225     | 47                 | 128              | 50                   |
| Разом    | 435     | 84                 | 274              | 77                   |